# Sicyopterus macrostetholepis
Sicyopterus macrostetholepis és una espècie de peix de la família dels gòbids i de l'ordre dels perciformes.

## Morfologia
- Els mascles poden assolir 10,3 cm de longitud total.[3][4]

## Hàbitat
És un peix de clima tropical i demersal.

## Distribució geogràfica
Es troba a les Filipines, Indonèsia i les Illes Ryukyu.

## Observacions
És inofensiu per als humans.